# Gattières
Gattières település Franciaországban, Alpes-Maritimes megyében. Lakosainak száma 4345 fő (2022. január 1.). Gattières Bézaudun-les-Alpes, Le Broc, Carros, Colomars, Nizza és Saint-Jeannet községekkel határos.

## Népesség
A település népességének változása:
| Lakosok száma | 1005 | 2051 | 2997 | 4018 | 4101 | 4111 | 4117 | 4173 | 4229 | 4345 |
|               | 1968 | 1982 | 1990 | 2006 | 2013 | 2015 | 2017 | 2019 | 2020 | 2022 |